# Die Boote der „Glen Carrig“
Die Boote der „Glen Carrig“ (engl. The Boats of the “Glen Carrig”) ist der erste Roman von William Hope Hodgson. Die „unheimliche Seegeschichte“ erschien im Jahre 1907.
Erzähler ist der Adlige James Winterstraw, der als Passagier auf der Glen Carrig mitreiste, die im frühen 18. Jahrhundert auf ein Riff lief und sank. Unter Führung des hünenhaften Bootsmanns rettet sich eine kleine Gruppe Überlebender auf eine unheimliche Insel. Des Nachts werden sie von klagenden Lauten gepeinigt. Merkwürdige Wesen – halb Schnecke halb Mensch – machen Jagd auf die erschöpften Seeleute.
Die Insel ist über weite Strecken von einem schier undurchdringlichen Tangteppich umgeben, in dem sich riesige Krebse und Kraken verbergen. Mehrere Schiffe haben sich in dem dichten Gestrüpp rettungslos verfangen. Eines Nachts entdecken die Überlebenden der Glen Carrig auf einem der verlassen geglaubten Schiffe Licht. Es gelingt bald, Kontakt zu den Eingeschlossenen herzustellen, die seit sieben Jahren im Tang gefangen sind.
Mit Hilfe eines roh zusammengezimmerten Drachens wird ein Seil zum festsitzenden Schiff gespannt und dieses in tagelanger Arbeit ins Freie gezogen. Wiederholt muss die Gruppe des Bootsmanns erbitterte Angriffe der Schneckenmenschen abwehren. Auch die riesenhaften Krebse setzen den Männern zu. Es gelingt schließlich, das Schiff in freies Wasser zu ziehen und alle notwendigen Reparaturen durchzuführen. Nach einem letzten Angriff der Schneckenwesen kann die todbringende Insel endgültig verlassen werden.
Trotz erheblicher Schwächen im Aufbau besticht die Erzählung durch eine überzeugende Schilderung des Überlebenskampfes der Schiffbrüchigen. Hodgson, der selbst jahrelang zur See gefahren war, bewegt sich hier auf sicherem Boden und hat wenig Mühe, den Leser durch eine detailgenaue und authentische Erzählweise in die Handlung zu ziehen.